# Каповале (Бреша)
Каповале (итал. Capovalle) је насеље у Италији у округу Бреша, региону Ломбардија.
Према процени из 2011. у насељу је живело 257 становника. Насеље се налази на надморској висини од 902 м.

## Становништво
| 1936. | 1951. | 1961. | 1971. | 1981. | 1991. | 2001. | 2011. |
| ----- | ----- | ----- | ----- | ----- | ----- | ----- | ----- |
| 771   | 827   | 753   | 613   | 603   | 493   | 452   | 388   |